# Emilio García (artista)
Emilio Garcia (Tarragona, 22 de gener de 1981) és un artista català conegut per les seves escultures cerebrals. Va aconseguir la seva popularitat l'any 2008 amb la creació de l'obra "Jumping Brain”. Fascinat pel desenvolupament cognitiu i la cultura pop, Emilio García explora la peculiaritat i neuroplasticitat del cervell humà transformant-lo en noves icones de l'art contemporani. Es va graduar en disseny grafic a l'Escola d'Art i Disseny de Tarragona, combinant els estudis i la feina a diferents estudis d'animació tradicional de Barcelona com artista de layout i il·lustrador.
Des de 1999 va treballar com a director artístic freelance per companyies internacionals com Berlitz Corporation, Hitachi, Diesel, Inditex, Metro, Vans o The North Face. El seu treball ha estat publicat per Taschen, Index Books o Harper Design entre d'altres.
Preocupat per la digitalització de la nostra societat, va veure la seva cultura allunyar-se del tangible. Va reaccionar el 2008 deixant la seva carrera com a director artístic per crear obres físiques. Fascinat per les possibilitats creatives del plàstic, va començar una nova etapa com escultor i dissenyador d'objectes de desig sota la seva pròpia marca The Secret Lapo Laboratories (també coneguda com a Lapolab.).
El seu primer projecte independent va ser l'ara famós "Jumping Brain", una combinació de cervell i granota, inspirat per les “històries peculiars sobre les idees que va tenir la gent per saltar el mur de Berlín” com declara a diferents entrevistes.
Les primeres escultures van ser fetes a ma per ell mateix com edicions limitades, i va rebre el premi Plastic and Plush Toy Awards, categoria d'Escultura de l'Any en 2008. A principis del 2009 es va associar amb la companyia de joguines de disseny Toy2R per produir les seves creacions. Una idea simple, amb un disseny net, detallat i amb essència peculiar el va posicionar al nivell superior dels col·leccionistes més selectes, esgotant-se extremadament ràpid. Les versions a gran escala i bronze del "Jumping Brain" van ser venudes a "SCOPE Art Show 2011","Swab Barcelona Contemporary Art Fair 2012" i va ser la imatge de "MIA Art Fair 2012".
A causa del seu creixement artístic i el seu èxit, Emilio va continuar explorant la neuroplasticitat del cervell humà i va presentar "Skull Brain" en "CONTEXT Art Miami 2012", i la versió a gran escala a "Pulse Miami 2013" entre d'altres. Llavors va començar a involucrar-se amb tota mena de merchandising neuro-urba, des de joguines de disseny fins a fustes de skate, roba, tasses, posters, etc. col·laborant amb marques com Disney o Chanel i artistes de renom com Paul Frank o Mark Ryden. La seva obra ha guanyat presencia a diferents museus del món com "Musée des Beaux Arts" en Québec o el "International Museum of Surgical Science" of Chicago. Actualment continua creant més escultures i pintures de cervells peculiars com per exemple el recent "Sponge Brain" i "Brain Heart", l' últim per "Art Fair Tokyo 2016" i "Swab Barcelona Contemporary Art Fair 2016".
L'obra d'Emilio Garcia ha estat publicada a molts magazins d'art, disseny i cultura com Clutter, Neo2 o Juxtapoz, catàlegs d'exposicions, i ha contribuït a diferents llibres com "We are Indie Toys" de HarperCollins ISBN 9780062293435,"Resin Toys" de Lemo Editorial ISBN 8494115421 o "Skullture: Skulls in Contemporary Visual Culture" by Gingko Press ISBN 1584236132 També ha participat en el documental “Un Designer Toy Artesanal" de Jose .M Cuñat y Victor M. Mezquida el 2014. En aquest el veiem parlant de la seva vida, inspiracions i el seu procés creatiu. Així mateix, els seus coneixements sobre escultura aplicada en l'ambit del disseny industrial i els objectes de desig l'han portat a impartir classe a la universitat Drexel de Philadelphia.

## Articles
- Baselga, Jose M. "Salto con cerebro en El Vendrell", Diari de Tarragona, pag 64, maig 2009.
- Nardon, Florian. “Emilio Garcia”, “Be Street Magazine”, pag 102-103, setembre 2009.
- Cogotudo, Santi. “Jumping Brain, cerebros de edición limitada", Suplement Cultura Tendències, IV/244, pag 4, El Mundo, 11 febrer 2010.
- Baselga, Jose M. "El poder de la mente", Economía y Negocios, 855, pag 1&7, Diari de Tarragona, 7 març 2010.
- San Jose, Paloma. "Los cerebros de diseño de Emilio Garcia", Expansión, pag 5, 19 maig 2010.
- Carney, Rob. “Comercial Characters: The Jumping Brain comes to life”, ‘’Computer Art Projects'’, pag 89, agost 2010.
- Baselga, Jose M. "El ‘cerebro’ del Vendrell, una estrella en Holywood", Diari de Tarragona, pag 17, 28 agost 2011.
- Jáquez, Andrés, “EMILIO”, “Medina Magazine”, Cover & pag 67 to 93, juliol 2012.
- Bou, Louis & Minguet, Josep Maria, "Swab Toy'z by Fls", Monsa ISBN 8415223668, pag 66,67 & 180,181, octubre 2012.
- Varesi, Annalisa. “Emilio Garcia", “Wait! Magazine”, pag 20 to 26, març 2013.
- Bou, Louis. “We Are Indie Toys”, HarperCollins, ISBN 0062293435, pag 200 to 207, febrer 2014.
- Abio, Javier & Romero, Manu, "UI Designer", Neo2 Magazine, 130, pag 47, febrer 2014
- Cuñat, Jose M. & Mesquita, Victor M. "An Artisian Designer Toy" Documentary, Syntetyk, juliol 2014.
- Curtis, Nick, “The Thinking Man”, “Clutter Magazine”, pag 48 to 53, Fall 2014.
- Sesé, Teresa. "Una volta al món en 65 stands. Els insectes es vestixen de Chanel", La Vanguardia, pag 43, 2 octubre 2015.
- Bendando, Luca & Dizman, Paz. “Skullture: Skulls in Contemporary Visual Culture”, pag 106&107 Gingko Press ISBN 1584236132, novembre 2015.